# Aechmea tillandsioides
Aechmea tillandsioides là một loài thực vật có hoa trong họ Bromeliaceae. Loài này được (Mart. ex Schult. & Schult.f.) Baker mô tả khoa học đầu tiên năm 1879.

## Hình ảnh

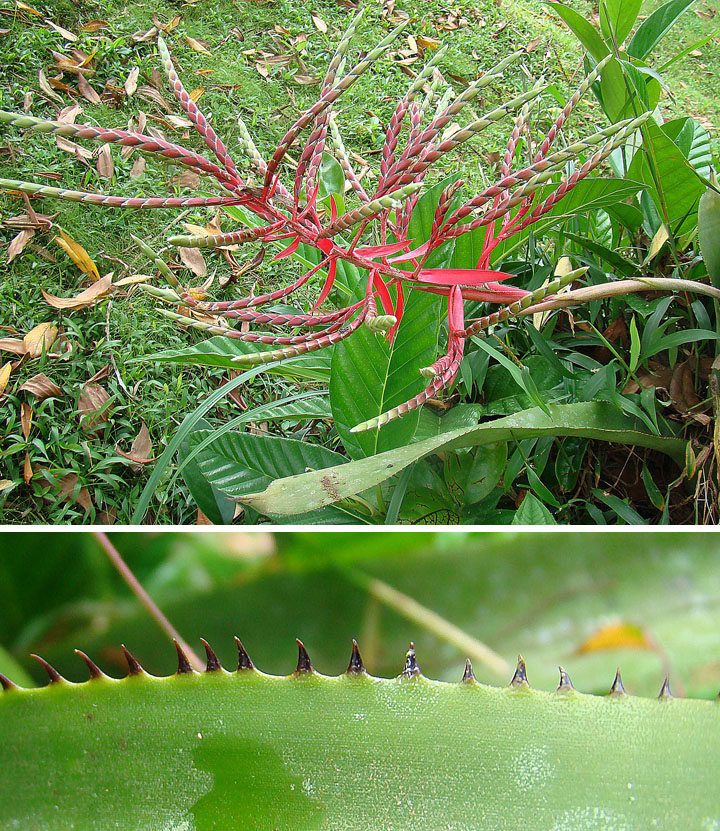